# Этелинг

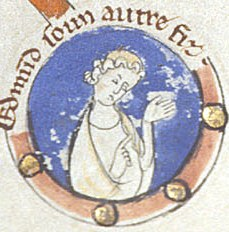
Эдмунд Этелинг

Э́телинг (др.-англ. Æþeling, англ. Aetheling или Etheling) — титул, который в Англосаксонский период истории Великобритании давался наследнику короля, имевшему право на царствование.
Термин образован от соединения слов aethele, æþele или (a)ethel, что означает «благородная семья» и -ing — «принадлежность, связь». Эти слова происходят от германских Edeling или Edling и этимологически связаны с современными немецкими Adel («благородство») и adelig, adlig («благородство»). На латыни это писалось filius regis (буквально «сын короля»).
Слово «этелинг» отражено в названии топонима Этелингтон.

## Значение и использование в Англосаксонский период
Когда Англосаксонская власть только начинала утверждаться на о. Великобритания, «этелингом» называли любого человека благородного происхождения. Вскоре так себя стали называть только члены королевской семьи. Приставка «æþel-» стала присутствовать в именах некоторых англосаксонских королей, что становилось подтверждением их королевского происхождения. Например: Этельберт I (сначала король Кента, затем стал бретвальдой), Этельбальд (король Уэссекса), Этельред I (король Уэссекса). Из документа, датирующегося, вероятно, X веком, следует, что вергельд за убийство этелинга составлял 15 000 тримс или 11 250 шиллингов, что равнялось плате за убийство архиепископа и половине платы за убийство короля. Можно проследить связь между германским «вергельд» и древнерусским «вира».

В летописи 728 года в Англосаксонских хрониках упоминается некий Освальд, которого в тексте называют этелингом, поскольку его прапрапрадед был королём Уэссекса. Начиная с IX в., термин используется в более узком контексте и стал относиться исключительно к членам дома Кердика, правящей династии Уэссекса. В особенности применялся к детям и братьям правящего короля. Согласно историку Ричарду Абельсу «король Альфред изменил сам принцип наследования престола. До Альфреда любой дворянин, который мог претендовать на королевское происхождение, каким бы далёким оно ни было, мог претендовать и на королевский престол. После него на трон могли претендовать лишь сыновья и братья правящего короля». В годы правления Эдуарда Исповедника Эдгар Этелинг получил титул этелинг, так как он являлся внуком Эдмунда Железнобокого, но это было время, когда в первый раз за 250 лет не было живого этелинга по строгому определению.

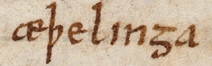
Упоминание об «этелингах» в Беовульфе

«Этелинг» также использовалось в поэзии для обозначения "хорошего и знатного мужчины". Староанглийские поэмы часто используют слово «этелинг» для описания Иисуса Христа, а также других пророков и святых. Главный герой поэмы VIII в. «Беовульф» называется этелингом, возможно, являясь родственником короля гётов. Хотя некоторые переводчики представляют этелинга как слугу или вассала. Поскольку ранние скандинавские короли избирались на конкурсной основе или выборами, а не по признаку первородства, то этот термин мог служить для обозначения человека, имеющего право претендовать на престол.

## Другие варианты использования
Этот термин иногда использовался и после Нормандского завоевания Англии и только для обозначения членов королевской семьи. Латинизированная германская форма Adelin(us) использовалось в имени единственного наследника короля Генриха I Английского - Уильяма Аделина, который утонул на «Белом Корабле» в 1120 году.
Историк Дайби О’Кройнин предположил, что идея танистри в Раннесредневековой Ирландии была заимствована у англосаксов, в частности, у нортумбрийцев, то есть, концепции заимствования титула «этелинг». Самое раннее использование танистри приписывают англосаксонскому принцу примерно в 628 году. Многие последующие использования связаны с неирландским правителями, до того как этот термин стал связываться с будущими ирландскими королями.
В Уэльсе вариант edling использовался для обозначения сына короля, выбранного в качестве наследника.